# Eilema xanthopleura
Eilema xanthopleura är en fjärilsart som beskrevs av Turner 1899. Eilema xanthopleura ingår i släktet Eilema och familjen björnspinnare. Inga underarter finns listade i Catalogue of Life.